# 弗朗西丝·阿宾顿
弗朗西丝·“范妮”·阿宾顿（Frances "Fanny" Abington 1737年—1815年3月4日），又称“花束西施”，英国女演员，以演技和衣著时尚而著名。

## 生平
1737年，弗朗西丝·阿宾顿出生在一个普通军人家庭，早年曾做过卖花女、流浪歌手和女帽销货员，1755年在伦敦干草市场剧院首次登台演出，扮演苏珊娜·森特利弗夫人戏剧中的“好事者”米兰达。
1756年经塞缪尔·福特推荐，进入皇家劇院，当时，她的才华尚隐没在汉娜·普里查德和克莱芙之下 。1759年嫁给了她的音乐老师詹姆斯·阿宾顿(一段不幸的婚姻)，开始被称为“阿宾顿夫人”。她的首次成名，是在爱尔兰扮演“愤怒的丈夫”(编剧约翰·范布勒和柯莱西柏)中的汤利夫人。五年后，在大卫·加里克的邀请下，又回到了特鲁里街剧院。在那里一直工作了十八年，是首位前后扮演过30多位重要角色的演员，如莎士比亚戏剧中的一系列女主角-碧翠丝《无事生非》、鲍西娅《威尼斯商人》、德斯黛蒙娜《奥赛罗》和《王子复仇记》中的奥菲丽娅，另外，《造谣学校》中的蒂赛尔夫人是她扮演最成功的角色(1777) 。
1772年4月，英国皇家艺术学院画家詹姆斯·诺斯科特在看过她表演的柯莱西柏的戏剧《The Lady's Last Stake》后，曾写信给他的弟弟说：我从来没有看到过如此优秀的演技，她的整个表演简朴自然，丝毫没有戏剧气息。
1782年她离开特鲁里街剧院转到皇家歌剧院。1790至1797年间曾一度离开舞台，后又复出，1799年最终结束演艺生涯，1815年3月4日去世。虽然弗朗西丝·阿宾顿出身卑微，但她的不懈追求和聪明智慧帮助她赢得了社会地位，她的穿著打扮经常被时尚女装界模仿，她的头饰，被称为“阿宾顿帽”。

## 记录
1. 1 2 3 4 5 6 7 8 9 10  Hoiberg, Dale H. (编). . . I: A-ak Bayes 15世纪. 芝加哥, IL: 大英百科全书公司.: 33. 2010. ISBN 978-1-59339-837-8.
2. ↑  钱伯斯传记辞典, ISBN 0-550-18022-2, page 5
3. 1 2  Chisholm 1911.
4. ↑  信件, 1772年4月8日, 威廉.T. 惠特利, 1700年-1799年英国画家和他们的朋友们(1928) vol. II, p.289.